# The Blind Boys of Alabama

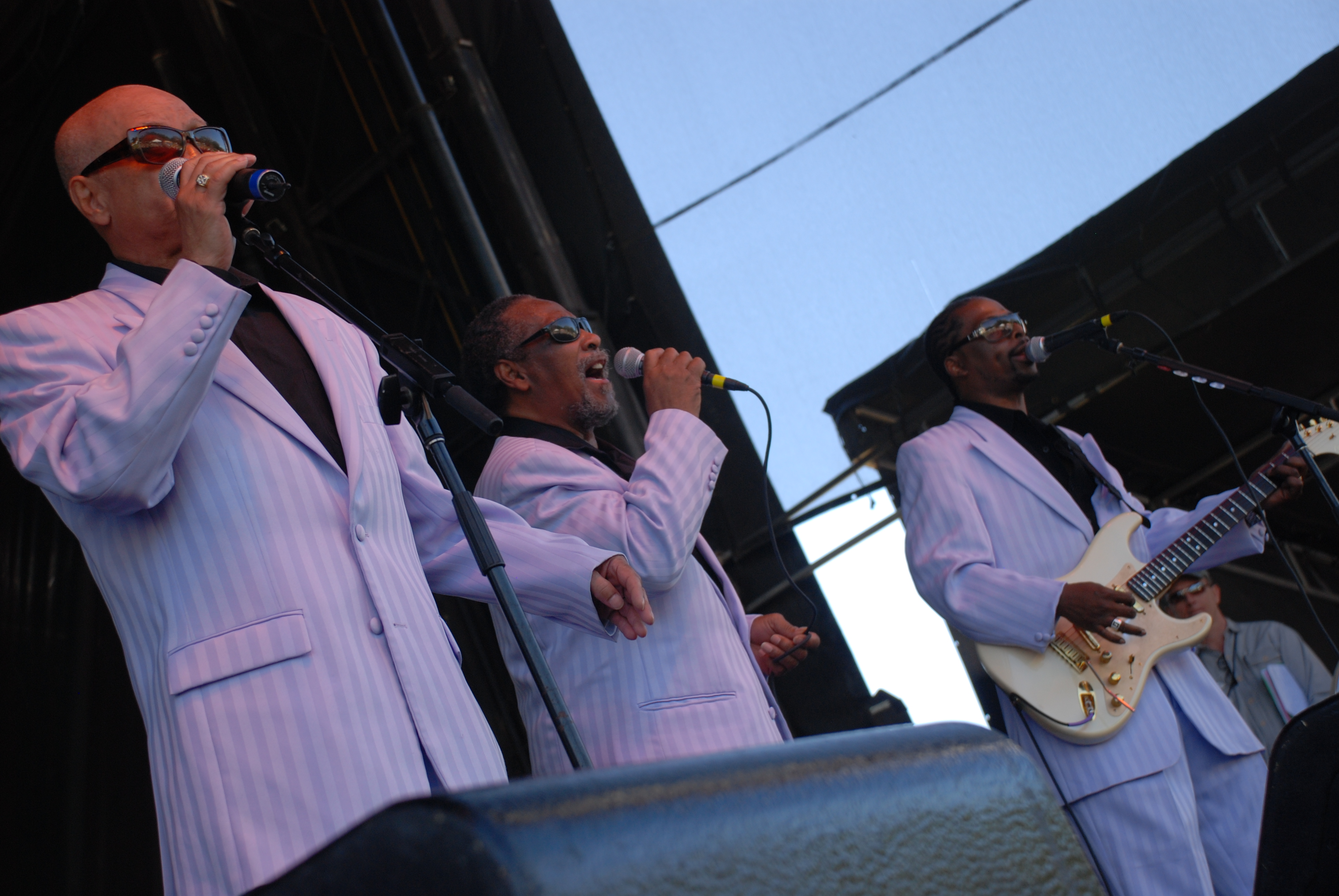
The Blind Boys of Alabama, 2008

The Blind Boys of Alabama ist eine Gospelgruppe aus Alabama, die im Jahre 1939 am Talladega Institute for the Negro Deaf and Blind in Talladega unter dem Namen The Happyland Singers von fünf blinden Jungen gegründet wurde; sie waren damals neun Jahre alt.

## Werdegang
Als sie im Jahr 1948 zusammen mit den Jackson Harmonies auftreten sollten, einer anderen Gruppe blinder Sänger, ließ der Veranstalter das Konzert als Wettbewerb zwischen den Five Blind Boys of Alabama und den Five Blind Boys of Mississippi anpreisen. Beide Ensembles behielten diese Namen daraufhin bei.
Die Blind Boys of Alabama stehen in der Tradition des vierstimmigen Gospel-Satzgesanges, der Gesangsmelodien dramatisch kontrastieren lässt. Dieser Stil war zunächst in religiösen Kreisen verbreitet, ist dann durch Gruppen wie das Golden Gate Quartet säkularisiert worden und besaß seinerzeit in Birmingham (Alabama) ein Zentrum.
Die Gruppe trat mehrere Jahrzehnte lang bei afrikanisch-amerikanischen Gospelkonzerten auf, unter anderem in den 1950er Jahren in großen Veranstaltungen zusammen mit den Soul Stirrers, den Pilgrim Travelers, und den Blind Boys of Mississippi.
Anfang der 1980er Jahre wirkten sie in dem Musical The Gospel at Colonus mit, welches die klassische griechische Tragödie Ödipus auf Kolonos von Sophokles von dem Prediger einer zeitgenössischen Pfingstgemeinde erzählen lässt. Diese Produktion gewann einen Obie Award und brachte den Blind Boys of Alabama einen Popularitätssprung.
Von den Gründungsmitgliedern war zuletzt noch der langjährige, am 3. Juni 2018 im Alter von 88 Jahren verstorbene Leadsänger Clarence Fountain dabei, der allerdings seine Konzertreisen in den letzten Lebensjahren aus Gesundheitsgründen einschränken musste.  George Scott, letztes Ursprungsmitglied neben Fountain, ist bereits am 9. März 2005 im Alter von 75 Jahren verstorben. Jimmy Carter, ein weiterer Gospelveteran, ist – anders als hin und wieder behauptet – kein Gründungsmitglied. Er hat – allerdings auch erst seit den frühen 1970ern – bei den Blind Boys of Mississippi gesungen und ist erst in den 1990er Jahren zu den Blind Boys of Alabama gestoßen. Seit 2013 ist Paul Beasley dabei, er war mit seinem markanten Falsettgesang in den 1960er und 1970er Jahren bei den Gospel Keynotes und sang seit den späten 1970ern einige Jahre bei den Mighty Clouds of Joy. Ben Moore (1941–2022), der zuvor zu James & Bobby Purify gehörte, kam 2008 in die Gruppe und blieb in ihr 14 Jahre bis zu seinem Tod.
Von 2002 bis 2005 gewannen sie viermal in Folge den Grammy für das beste traditionelle Gospelalbum (2005 gemeinsam mit Ben Harper), diese Auszeichnung errangen sie erneut im Jahr 2009, zusammen mit einem Grammy für ihr Lebenswerk.
Die Gruppe hat mit zahlreichen Künstlern zusammengearbeitet, unter anderem Aaron Neville, Tom Waits, Anthony Hamilton, Mavis Staples, Bonnie Raitt, Randy Travis, Solomon Burke, Lou Reed und Mahalia Jackson. Die Blind Boys of Alabama haben Tourneen zusammen mit Tom Petty und Peter Gabriel unternommen. Sie waren 2002 sowohl auf dem Soundtrack-Album Long Walk Home: Music from the Rabbit-Proof Fence von Gabriel zu hören als auch auf dem Studio-Album Up Anschließend waren sie mit Clarence Fountain, Jimmy Carter, George Scott und Joey Williams die Vorgruppe bei Gabriels Growing Up Tour von 2003 bis 2004 und traten auch bei dem Lied Sky Blue in den Konzerten auf. Sie waren auch in dem Dokumentarfilm Growing Up on Tour: A Family Portrait über diese Tournee zu sehen. 2002 veröffentlichte die Gruppe auch eine Coverversion des Prince-Songs The Cross.

## Diskografie (Auswahl)
- 1993: In My Time von Charlie Musselwhite (Alligator Records)
- 2001: The Blind Boys of Alabama (Real World Records) mit David Lindley und John Hammond
- 2002: Higher Ground (Real World Records) mit Ben Harper
- 2003: Go Tell It on the Mountain (Real World Records) mit Solomon Burke, Tom Waits, Aaron Neville, Mavis Staples, Chrissie Hynde
- 2004: There Will Be a Light (Virgin Records) mit Ben Harper
- 2005: Live at the Apollo (Virgin Records) mit Ben Harper
- 2005: Atom Bomb (Real World Records) mit Charlie Musselwhite
- 2008: Down in New Orleans (Time-Life)
- 2010: Lift Up Your Face (Third Day feat. Blind Boys of Alabama)
- 2013: I'll Find a Way (Sony Music)
- 2021: I Wish I Knew How It Would Feel to Be Free, mit Béla Fleck (Grammy-Nominierung)